# 野村朋美
野村 朋美（のむら ともみ）は、日本の警察官僚。

## 人物
東京大学法学部卒業後、1999年警察庁入庁。
北海道警察捜査二課長、東京都青少年・治安対策本部総合対策部青少年課長、警察庁生活安全局犯罪抑止対策室長、大阪府警察警務部参事官兼警務課長、内閣官房内閣サイバーセキュリティセンター参事官兼内閣情報調査室カウンターインテリジェンス・センター参事官、警察庁刑事局捜査支援分析管理官、鳥取県警察本部長、原子力規制庁安全規制管理官 (放射線規制担当)  。